# Муравица
Муравица — древнерусский город на реке Иква, относившийся к Волынскому княжеству. Упоминается под 1149 годом в Ипатьевской летописи. В настоящее время городище Муравицы находится в северо-западной части посёлка Млинов Ровненской области.

## История
Городище датируется X-XII веками. На городище также выделены славянский период поселения (представленный домом конца VIII века) и «позднесредневековый» слой. Исследователи связывают запустение Муравицы с летописной битвой Изяслава Мстиславича с Юрием Долгоруким, правившим тогда в Киеве. Источники не упоминают напрямую о нападении на Муравицу, но исследователи предполагают, что её могли захватить и разграбить союзники Долгорукого — половцы. Как показывают находки, территория городища последний раз использовалась в XVI—XVIII веках. Село Муравица сохранялось до XX века, пока не вошло в состав Млинова.

## Городище

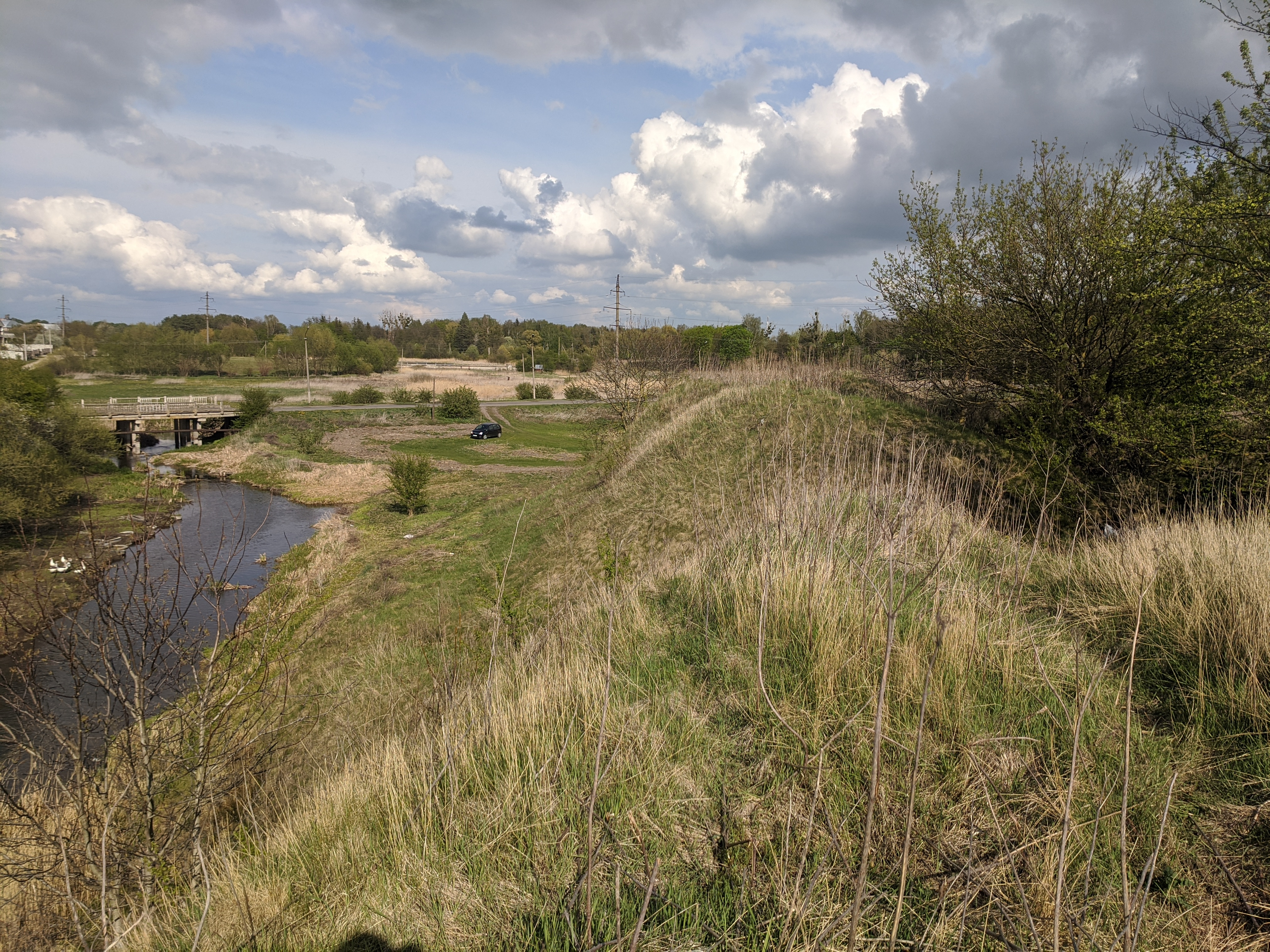
Остатки крепостного вала

Для постройки древней крепости использовали естественный холм высотой 6-8 м в долине правого берега Иквы, в месте впадения в неё небольшой реки. Городище состоит из двух частей. В юго-западной части останца находится небольшое укрепление неправильной округлой формы размерами 25 × 35 м, общей площадью 1200 м². Вторая площадка значительно больше, она четырёхугольная в плане, размерами 85 × 85 м, общей площадью 7200 м².
Муравицкое городище исследовалось Павлом Раппопортом, Кириллом Свешниковым, Юзефом Никольченко, Богданом Прищепой. Обнаруженные на городище жилища X—XII веков представляли собой, как правило, прямоугольные землянки с глиняными печами. На городище найдены металлические предметы, в том числе орудия труда (лучковые ножницы, серпы, долота), замки и их фрагменты, ключи, ручка, а также элементы вооружения и конского снаряжения (наконечники стрел, удила, стремена). Также на городище обнаружены фрагменты стеклянных браслетов, костяные гребни, точильные камни и овручские шиферные пряслица.